# 2158 Tietjen
2158 Tietjen је астероид главног астероидног појаса са средњом удаљеношћу од Сунца која износи 3,065 астрономских јединица (АЈ).
Апсолутна магнитуда астероида је 11,8.